# شنژو ۵
شنژو ۵ (چینی: 神舟五号; پین‌یین: shénzhōu wǔ hào)، اولین پرواز فضایی انسانی در برنامه فضایی چین بود که در ۱۵ اکتبر ۲۰۰۳ پرتاب شد. فضاپیمای شنژو با پرتابگر «لانگ مارچ ۲ اف» پرتاب شد. از سال ۱۹۹۹ چهار پرواز قبلی از مأموریت‌های شنژو بدون سرنشین انجام شده بود. چین پس از اتحاد جماهیر شوروی (بعداً روسیه) و ایالات متحده سومین کشور در جهان شد که توانایی پرواز فضایی مستقل انسانی را دارد.

## خدمه
| رده | خدمه | خدمه |
| --- | ---- | ---- |

## پارامترهای مأموریت

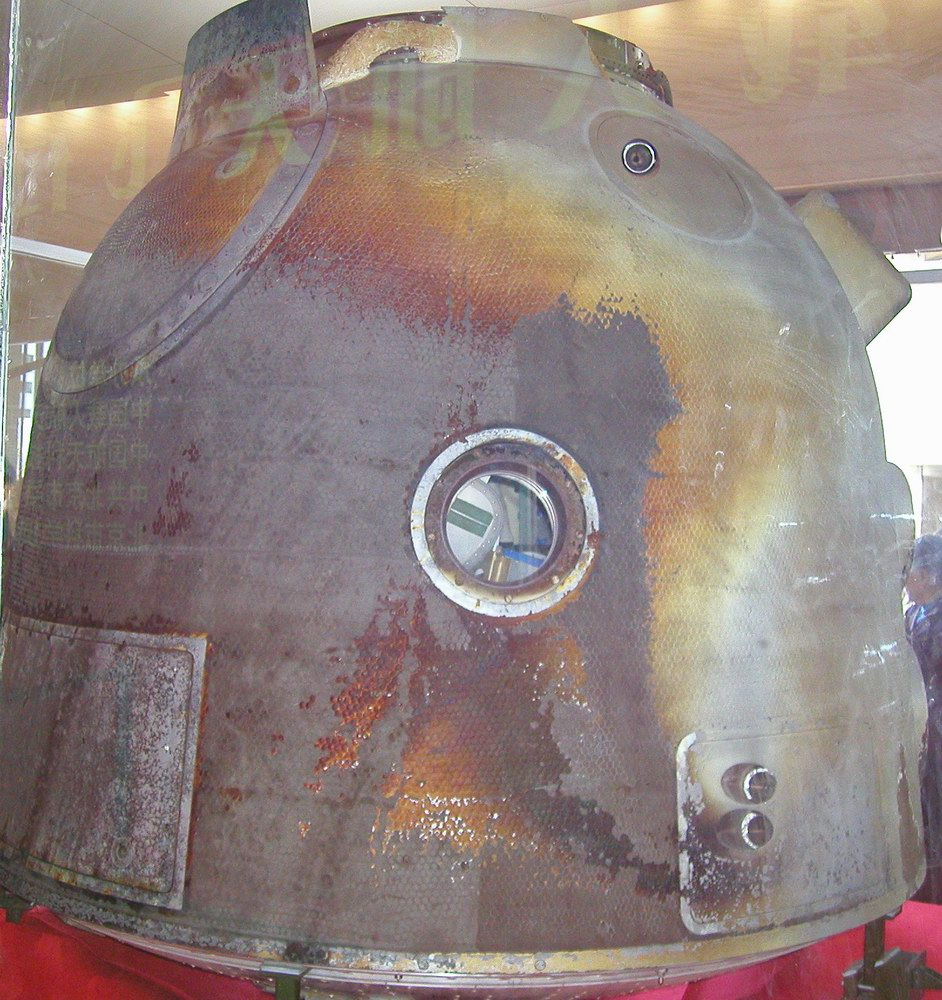
کپسول ورود مجدد شنژو ۵

- جرم: ۷۸۴۰ کیلوگرم[۱]
- حوالی: ۳۳۲ کیلومتر[۲]
- اوج: ۳۳۶ کیلومتر[۲]
- شیب: ۴۲٫۴ درجه[۲]
- مدت زمان: ۹۱٫۲ دقیقه[۲]
- شناسه NSSDC: 2003-045A[۲]

## نگارخانه

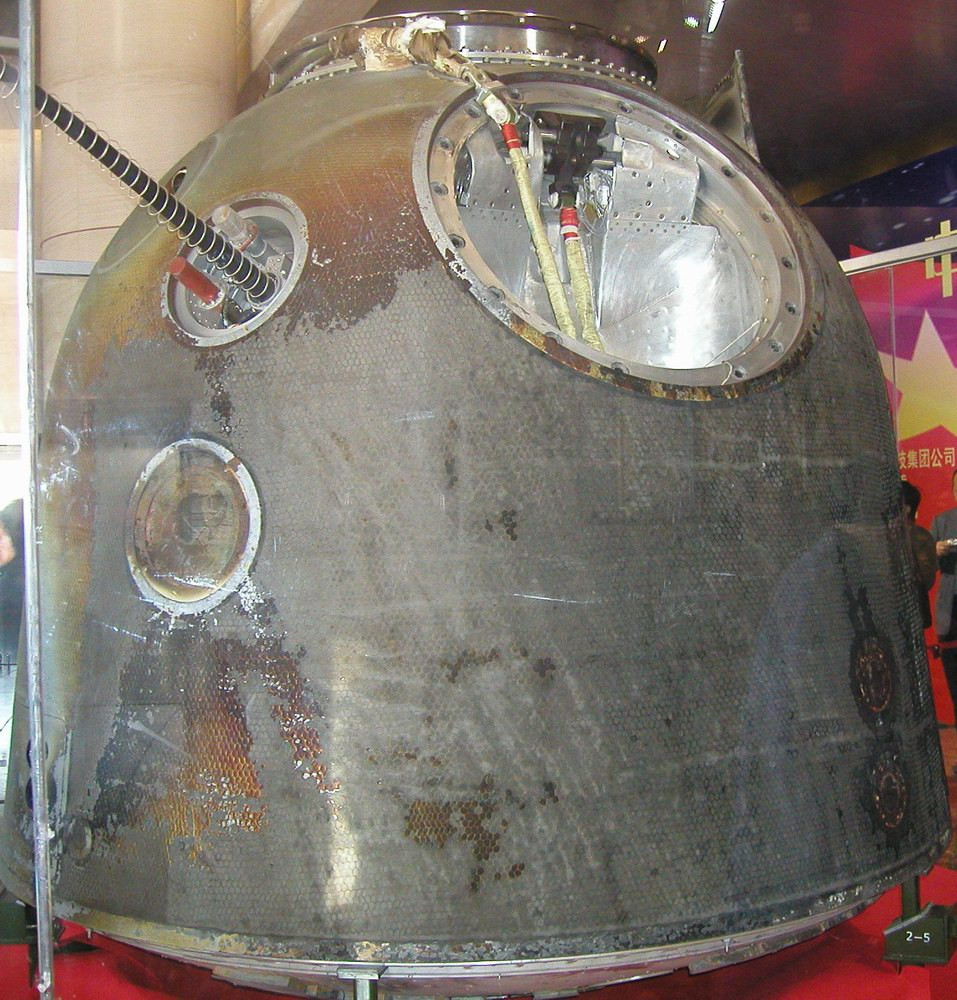
کپسول ورود مجدد شنژو ۵ به نمایش گذاشته شده‌است
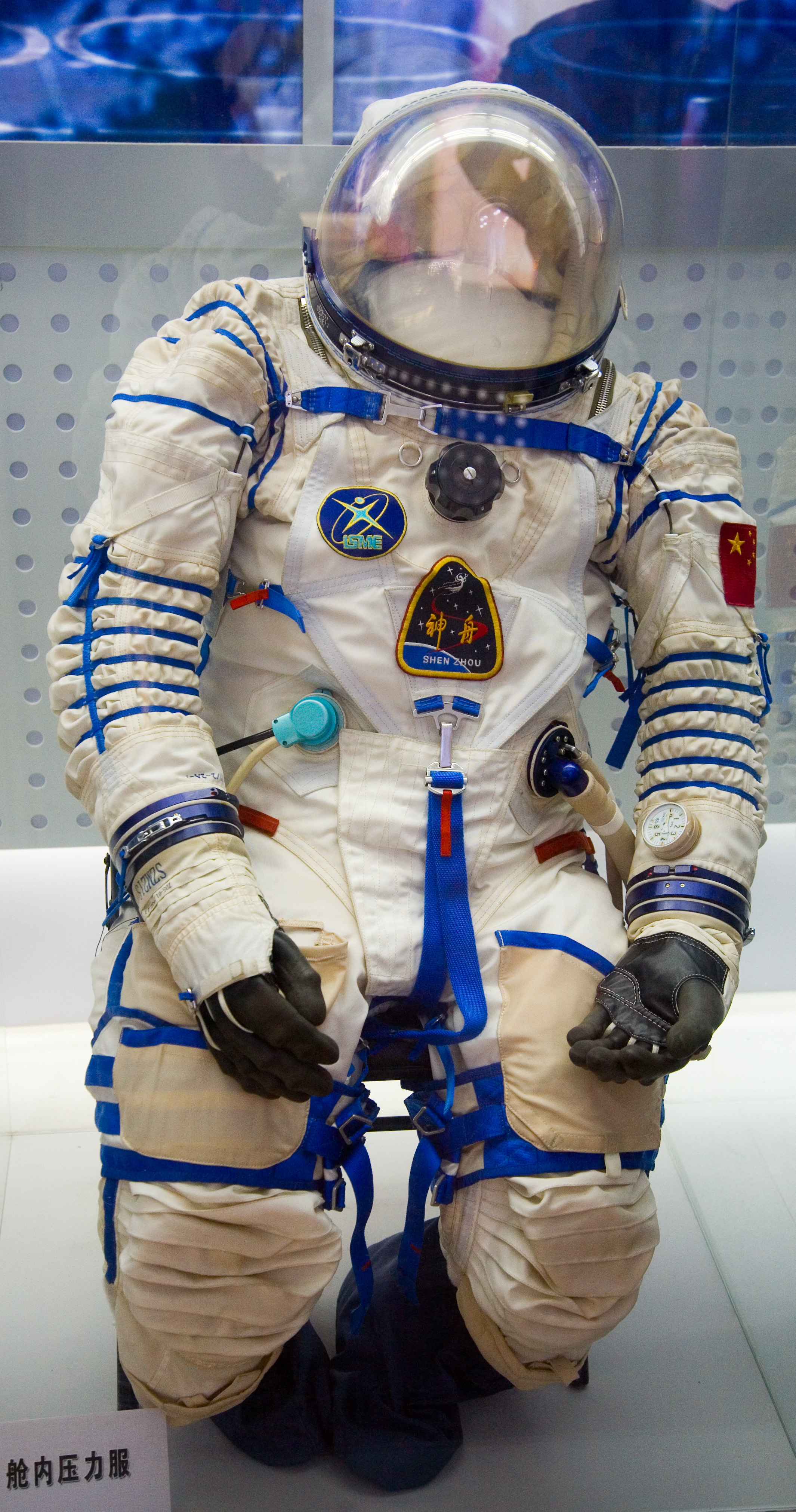
لباس فضایی که توسط یانگ لیوی یکی از خدمه شنژو ۵ پوشیده شده بود به نمایش گذاشته شد
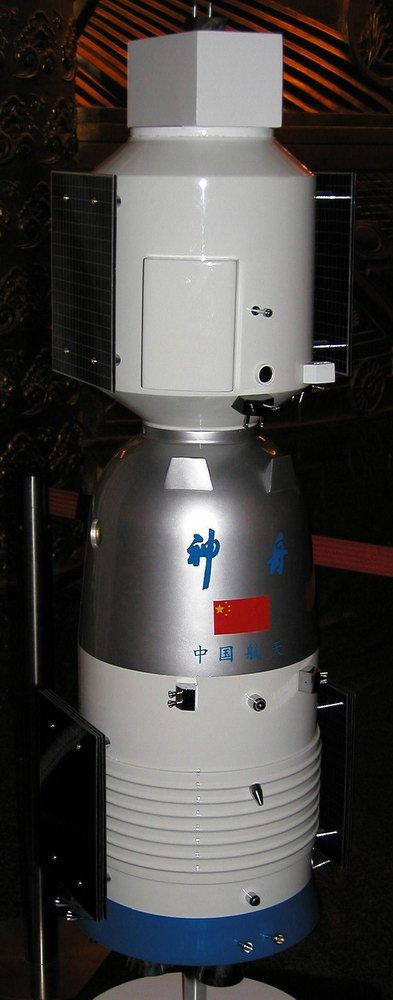
ماکت فضاپیمای شنژو ۵